# 张定一
张定一（1910年—1987年9月20日），山西代县城关西南街人。中华人民共和国政治人物。

## 生平
1925年，进入代县中学读书，毕业后在太原工业专科学校深造。之后在太原铸造厂、太原西北炼钢厂担任技术员。1937年11月投身革命，参加了山西工人武装自卫队。1941年，加入中国共产党。曾先后担任山西工人武装自卫队小队长、指导员；调延安后历任中央青委经济部秘书、管理科长、延安自然科学院教员、关中铁厂厂长、延安军工部研究员；到东北后历任鸡西滴道煤矿副矿长、天宝山矿区筹备处副主任、吉林化学工业公司副经理等职务。
中华人民共和国成立后，担任东北石油管理局局长，北京石油学院副院长，青海石油管理局局长兼党委书记，北京石油设计院院长，中华人民共和国石油部副部长，顾问，国务院技术研究中心顾问。1987年9月20日在北京去世。